# Erleben
Der Begriff Erleben ist ein wesentlicher Bestandteil der gängigen Definitionen von Psychologie als Wissenschaft vom Erleben und Verhalten des Menschen.
Er ergänzt damit die Ausrichtung der Psychologie als Verhaltenswissenschaft (Behaviorismus) um die rezeptive Seite der Interaktion von Mensch und Umwelt, also wie der Mensch Ereignisse, Situationen oder generell sein Leben „innerlich“ oder psychisch erlebt, oder besser gesagt „aus der Perspektive seiner Eigen- bzw. Selbstwahrnehmung“, der heute oft so genannten Erste-Person-Perspektive. Bei der Frage, ob das Erleben als rein empirische Tatsache verstanden werden darf, ist etwa auf Probleme der Qualia hinzuweisen.
Im Gegensatz zur großen Anzahl von Theorien über das menschliche Verhalten gibt es keine allgemein akzeptierte Theorie über das menschliche Erleben.
In der Wissenschaft Psychologie werden vor allem zwei Bereiche des Erlebens unterschieden, nämlich die Emotionen, die das Erleben begleiten, und die Kognitionen als die interne Repräsentation des Erlebten. Kognitionen und Emotionen sind aufeinander bezogen und interagieren wechselseitig. Beide zusammen machen das menschliche Erleben aus. In vielen Bereichen der angewandten Psychologie wie z. B. in der Erlebnispädagogik oder in Selbsterfahrungsgruppen wird das Zusammenwirken von Emotion und Kognition beim menschlichen Erleben thematisiert.